# Finale del campionato mondiale di calcio 1934
La finale del campionato mondiale di calcio 1934 fu l'incontro di calcio decisivo per l'assegnazione del campionato del mondo 1934.
Fu disputata il 10 giugno 1934 allo Stadio Nazionale (all'epoca ribattezzato "Stadio del Partito Nazionale Fascista") di Roma e vide la vittoria della Nazionale italiana su quella cecoslovacca, con il punteggio finale di 2-1, maturato nel corso del primo tempo supplementare.

## Le squadre
| Squadra        | Finali disputate in precedenza (il grassetto indica la vittoria) |
| -------------- | ---------------------------------------------------------------- |
| Italia         | Nessuna                                                          |
| Cecoslovacchia | Nessuna                                                          |

## Antefatti
Dopo l'edizione inaugurale della Coppa del Mondo del 1930 in Uruguay, la FIFA assegnò l'organizzazione del secondo mondiale all'Italia, prima volta per un Paese europeo.
La nazionale italiana, attiva dal 1910, aveva conquistato la prima edizione della Coppa Internazionale (1927-1930), oltre ad una medaglia di bronzo al torneo olimpico di Amsterdam nel 1928.
La Cecoslovacchia era, dal canto proprio, una delle migliori nazionali europee del momento, al punto che la stampa aveva definito i suoi calciatori "i maestri cecoslovacchi".
A livello di risultati, la squadra dell'Europa orientale era giunta terza nella citata edizione inaugurale della Coppa Internazionale 1927-1930 e alle Olimpiadi aveva raggiunto la finale nel torneo di Anversa 1920 (anche se poi fu privata della medaglia d'argento ed esclusa dal podio), mentre al torneo di calcio di Parigi nel 1924 non era andata oltre gli ottavi di finale.
Prima del mondiale, le due squadre si erano già affrontate dieci volte: nell'ultimo confronto, disputato il 7 maggio 1933 a Firenze e valevole per la Coppa Internazionale 1933-1935, gli azzurri erano prevalsi per 2-0, fissando il bilancio degli scontri diretti totali tra le due nazionali in tre vittorie per parte e quattro pareggi.

## Il cammino verso la finale

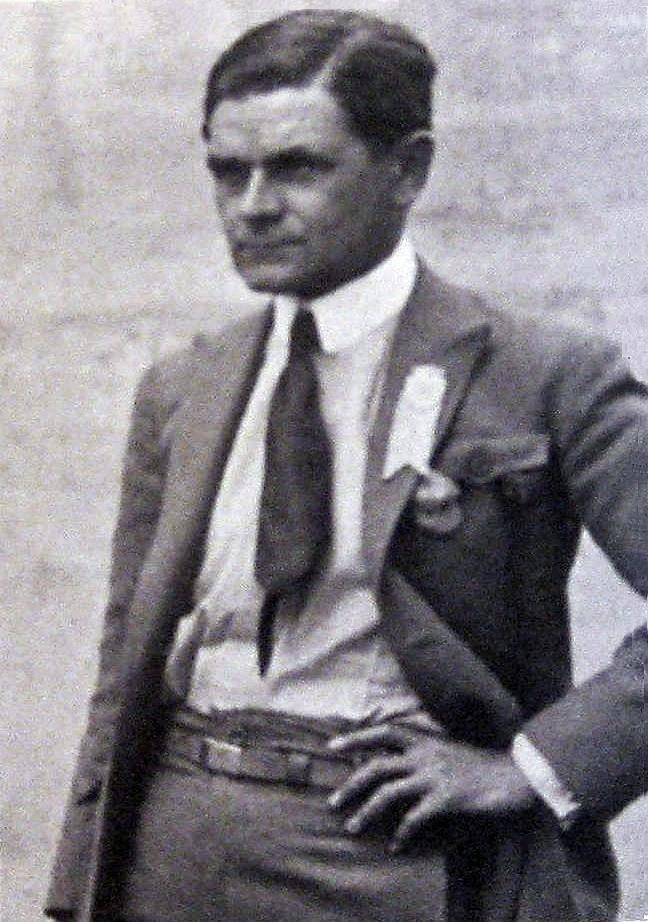
Il CT italiano Vittorio Pozzo (in una foto del 1920, allenatore del Torino)

L'Italia si presentò ai nastri di partenza della seconda edizione del mondiale non da favorita.

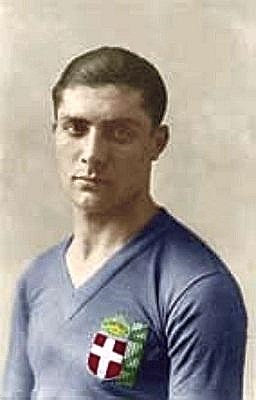
Giuseppe Meazza, tra i principali calciatori italiani al mondiale 1934

L'attaccante italiano Angelo Schiavio

Peraltro, nonostante fossero la selezione del Paese organizzatore del torneo, gli azzurri avevano dovuto cimentarsi nelle qualificazioni alla fase finale della Coppa del Mondo. A Milano, il 25 marzo 1934, l'Italia superò la Grecia per 4-0; il ritiro degli ellenici prima della gara di ritorno assicurò alla Nazionale italiana la qualificazione al suo primo mondiale.
Per la fase finale della Coppa Rimet, Vittorio Pozzo, commissario tecnico della Nazionale dal 1929, aveva convocato una rosa essenzialmente fondata sul blocco dei calciatori della Juventus, da quattro anni campione d'Italia in carica (tanto che la Nazionale veniva sovente denominata Nazio-Juve). Tra i bianconeri si distinguevano, tra gli altri, il portiere Combi (titolare a seguito dell'infortunio di Ceresoli), i difensori Bertolini e Caligaris, i centrocampisti Monti e Ferrari e gli attaccanti Orsi e Borel. Monti, tra l'altro, aveva già disputato la finale del campionato mondiale di calcio 1930 con la maglia dell'Argentina ed era uno dei cinque oriundi sudamericani della Nazionale, a fianco di Guarisi (brasiliano), Guaita, Orsi e Demaría (argentini).
Il leader della squadra azzurra era, però, l'attaccante Meazza, in forza all'Ambrosiana-Inter. Un'altra punta assai prolifica era Schiavio, del Bologna.
L'esile formula del mondiale del 1934 prevedeva da subito la fase ad eliminazione diretta. Negli ottavi di finale, gli azzurri furono sorteggiati contro gli Stati Uniti, reduci dal sorprendente terzo posto ai mondiali del 1930. La partita, disputata a Roma il 27 maggio 1934, non ebbe storia: l'Italia si impose con un perentorio 7-1, con tripletta di Schiavio, doppietta di Orsi e marcature di Ferrari e Meazza.
Di tutt'altra levatura fu l'avversario nei quarti di finale: la Spagna del celebre portiere Zamora. A Firenze, il 31 maggio, gli azzurri si trovarono in svantaggio al 29', a causa della segnatura di Regueiro. Al 44' Ferrari riportò in parità il punteggio, che non si sbloccò neanche ai tempi supplementari, complice la superba prestazione di Zamora, capace di sventare cinque palle goal italiane. 
In occasione del gol del pareggio della formazione italiana, gli spagnoli lamentarono un presunto fallo di Meazza sul portiere spagnolo; di contro, gli azzurri protestarono per un rigore non concesso per fallo di Quinconces su Schiavio.
Come da regolamento, la partita venne ripetuta il giorno seguente, sempre a Firenze. Le squadre scesero in campo fortemente rinnovate: a causa della durezza del gioco, l'Italia aveva dovuto operare quattro cambi, la Spagna sette, tra cui il proprio portiere titolare. La gara fu risolta dopo appena 11 minuti da Meazza, mentre da parte spagnola si levarono polemiche per un goal annullato agli iberici dall'arbitro svizzero Mercet.
(Guerin Sportivo, 6 Giugno 1934)
In semifinale, gli azzurri si trovarono di fronte l'Austria, detentrice della Coppa Internazionale (vinta nel 1931-1932), tra le favorite del torneo. A Milano, il 3 giugno, l'Italia ebbe la meglio del Wunderteam per 1-0 grazie a Guaita; gli austriaci protestarono per un presunto intervento irregolare di Meazza sul portiere Platzer, ma su questo le opinioni sono discordi: secondo alcuni, fu piuttosto lo stesso Platzer a intervenire fallosamente sulla mezzala italiana, dopo che gli sfuggì il pallone, finendo per restarne travolto. Secondo alcune fonti, le voci di favoritismi all'Italia furono parte della propaganda antifascista.
(Enciclopedia Treccani, 2002)

Il goleador cecoslovacco Oldřich Nejedlý

La Cecoslovacchia, che aveva conquistato la qualificazione al mondiale del 1934 superando la Polonia, si presentò invece alla fase finale da favorita. Il commissario tecnico Karel Petrů aveva convocato una rosa composta per gran parte dai calciatori dello Slavia Praga, dominatore del campionato nazionale sin dal 1929. Tra essi si segnalavano il portiere e capitano Plánička e gli attaccanti Puč, Svoboda e Sobotka. Altro centravanti assai temibile era Oldřich Nejedlý, in forza all'altro club di Praga, lo Sparta.
I cecoslovacchi esordirono agli ottavi di finale il 27 maggio a Trieste. L'avversaria era la Romania, che passò in vantaggio al 10' con Dobay, chiudendo il primo tempo sull'1-0. Nella ripresa, la Cecoslovacchia prima agguantò il pareggio con Puč al 49', poi realizzò la rete del definitivo 2-1 con Nejedlý al 67'.
Nei quarti, il 31 maggio a Torino, la Cecoslovacchia affrontò la Svizzera, dando luogo ad un confronto estremamente combattuto. Andata in svantaggio, a causa della marcatura al 18' di Kielholz, la squadra di Petrů ribaltò il punteggio grazie a Svoboda e Sobotka. Al momentaneo pareggio svizzero con André Abegglen, la Cecoslovacchia rispose con il goleador Nejedlý, che all'83' realizzò la rete del definitivo 3-2.
La vittoria sugli svizzeri proiettò la Cecoslovacchia in semifinale contro la Germania. A Roma, il 3 giugno, si erse a protagonista assoluto ancora Nejedlý, autore di una tripletta contro i tedeschi, superati per 3-1. Grazie alle marcature contro la Germania, Nejedlý si sarebbe consacrato capocannoniere del torneo, con 5 goal.

### Tabella riassuntiva del percorso
Note: In ogni risultato sottostante, il punteggio della finalista è menzionato per primo.
| Italia      | Italia              | Italia              | Italia              | Turno                       | Cecoslovacchia | Cecoslovacchia | Cecoslovacchia | Cecoslovacchia |
| ----------- | ------------------- | ------------------- | ------------------- | --------------------------- | -------------- | -------------- | -------------- | -------------- |
| Avversario  | Risultato           | Risultato           | Risultato           | Fase a eliminazione diretta | Avversario     | Risultato      | Risultato      | Risultato      |
| Stati Uniti | 7-1                 | 7-1                 | 7-1                 | Ottavi di finale            | Romania        | 2–1            | 2–1            | 2–1            |
| Spagna      | 1–1 (dts) 1-0 (rip) | 1–1 (dts) 1-0 (rip) | 1–1 (dts) 1-0 (rip) | Quarti di finale            | Svizzera       | 3-2            | 3-2            | 3-2            |
| Austria     | 1-0                 | 1-0                 | 1-0                 | Semifinali                  | Germania       | 3–1            | 3–1            | 3–1            |

## Prepartita

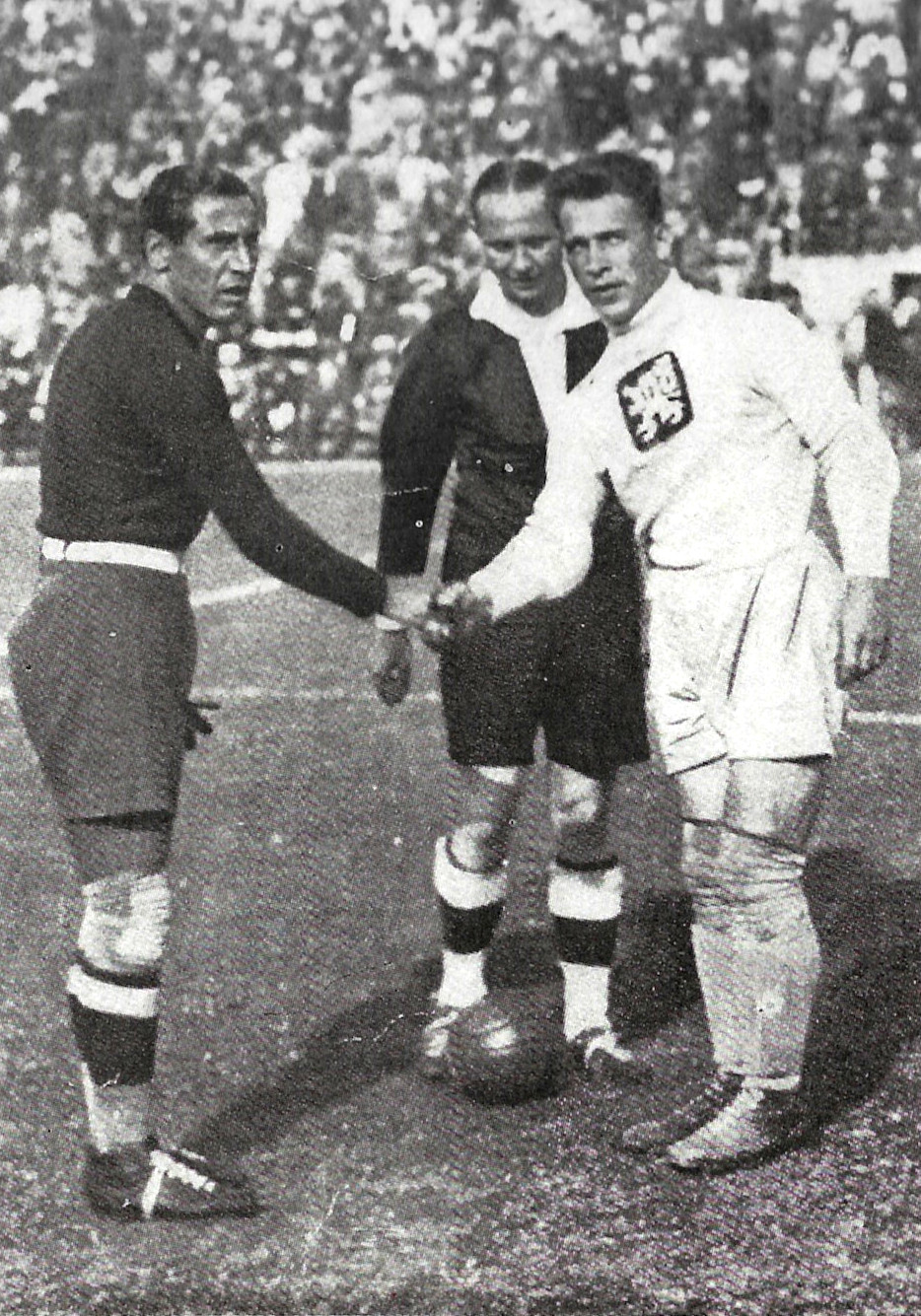
L'arbitro Eklind tra i due capitani Combi e Plánička prima del calcio d'inizio della finale

L'arbitro designato dalla FIFA fu lo svedese Ivan Eklind, il quale, peraltro, aveva arbitrato anche la semifinale Italia-Austria. La sua scelta sarebbe stata oggetto di copiose polemiche nel dopopartita, a partire da presunte simpatie verso il fascismo da parte del direttore di gara svedese.
Dalla Cecoslovacchia giunsero due treni speciali carichi di tifosi.
I calciatori cecoslovacchi prepararono la gara nel loro ritiro in località Croce, presso Frascati.
Gli italiani, che alloggiavano in un albergo al Pincio, trascorsero invece la vigilia in pieno relax nella pineta di Castel Fusano, presso Ostia, per poi assistere, nel tardo pomeriggio del 9 giugno al Foro Mussolini, all'incontro di tennis tra Italia e Svizzera, valevole per l'International Lawn Tennis Challenge 1934 (oggi Coppa Davis).

## Descrizione della partita

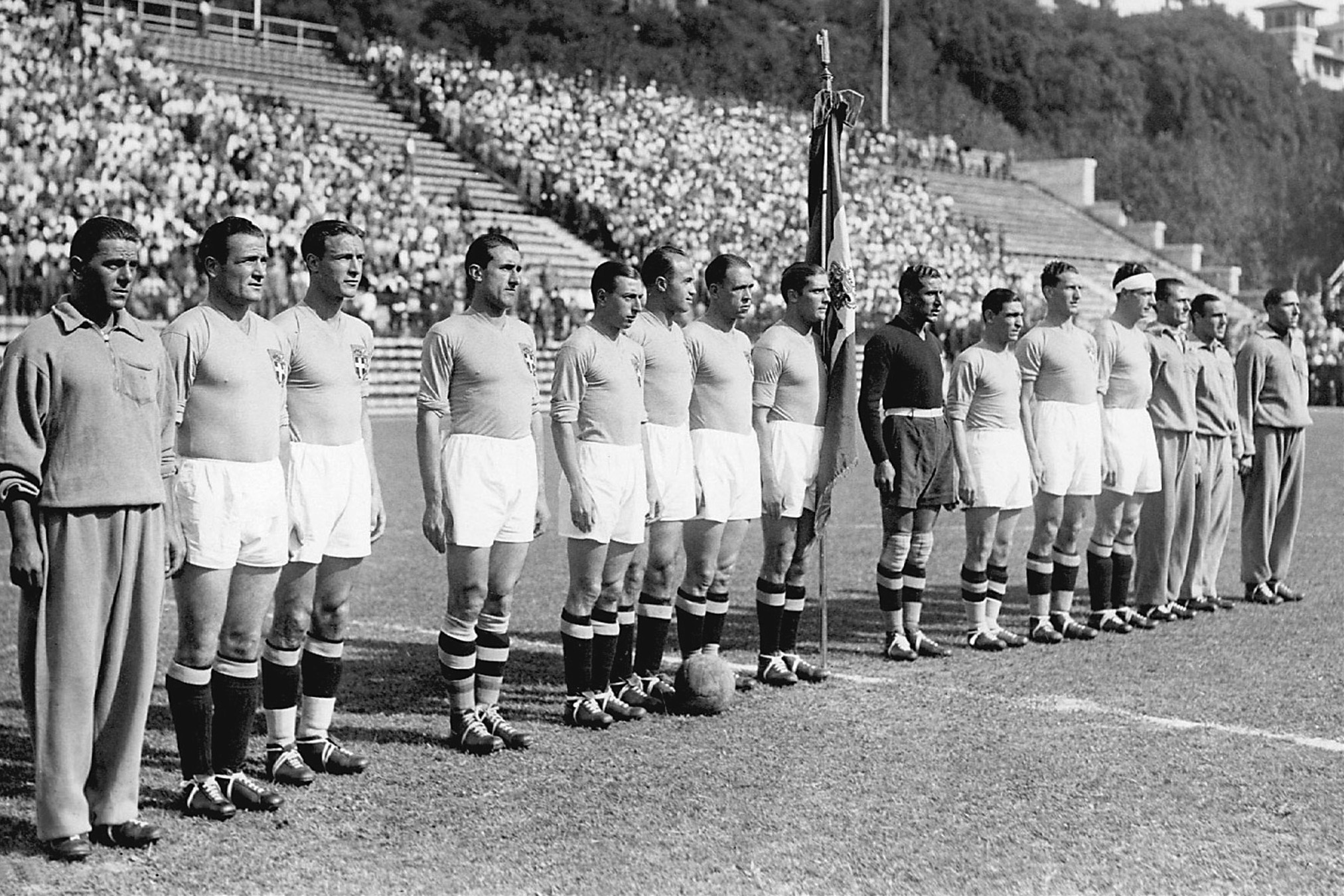
La nazionale italiana schierata a centrocampo prima della finale. Da sinistra a destra (esclusi gli uomini dello staff tecnico, in tuta): Monti, Monzeglio, Schiavio, Orsi, Ferrari, Guaita, Meazza (con la bandiera), Combi, Ferraris, Allemandi e Bertolini.

Italia e Cecoslovacchia si presentarono all'appuntamento decisivo per l'assegnazione del titolo allo Stadio del Partito Nazionale Fascista di Roma il 10 giugno 1934.
Nonostante non si fosse ancora giunti al solstizio d'estate, la capitale italiana era nel pieno di un'ondata di caldo, con temperature che superavano i 40 °C.
Il regime fascista, al potere in quegli anni in Italia, contava molto sulla vittoria della Nazionale a scopi propagandistici. In tribuna d'onore sedeva, tra gli altri, Benito Mussolini, a fianco di Jules Rimet e delle principesse Maria Francesca e Mafalda di Savoia.
Luis Monti, venendo schierato in campo dal CT italiano Pozzo, divenne il primo (e, ad oggi, l'unico) calciatore ad aver disputato due finali mondiali con due maglie diverse (dopo quella giocata nel 1930 con l'Argentina e persa per 4-2 contro l'Uruguay).
La stampa internazionale vedeva favorita la Cecoslovacchia, che in effetti comandò il gioco per buona parte della partita, a fronte di un'Italia nervosa e impacciata. Puč e Sobotka colpirono due pali, mentre l'estremo difensore cecoslovacco Plánička intercettò un paio di conclusioni di Meazza e Schiavio.

Da sinistra: prima dell'inizio dei tempi supplementari, il CT azzurro Pozzo dà le ultime indicazioni a Monzeglio e Bertolini, questi con il suo classico fazzoletto bianco sulla fronte; Combi sembra preso da altro, mentre accanto a lui Monti (seminascosto) è a quattrocchi con l'allenatore in seconda Carcano (di spalle).

Il risultato fu sbloccato dal cecoslovacco Puč al 71' con un rasoterra che batté Combi, ammutolendo i tifosi italiani.
La marcatura realizzata galvanizzò la Cecoslovacchia, che sfiorò il 2-0 in un altro paio di occasioni: prima Sobotka sprecò a porta vuota, poi Svoboda colpì il terzo palo per gli ospiti.

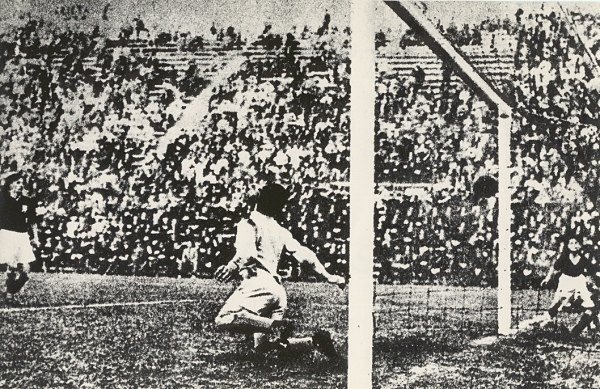
Il decisivo 2-1 di Schiavio nei supplementari.

Pozzo decise di correre ai ripari: scambiò le posizioni tra lo stanco Schiavio e Guaita, alterando gli schemi difensivi degli avversari. Lo stesso Pozzo, per incoraggiare i suoi giocatori, lasciò la panchina per posizionarsi dietro la porta cecoslovacca.
A nove minuti dalla fine, quando la partita sembrava compromessa, gli azzurri colsero il pareggio, grazie alla conclusione a rete di Orsi con un tiro ad effetto da circa venti metri. Si passò quindi ai tempi supplementari.
Qui il punteggio cambiò quasi subito: al 95' Schiavio, servito al centro dell'area di rigore da Guaita, calciò un potente destro in diagonale da circa sette-otto metri, battendo Plánička e portando l'Italia in vantaggio. Dopo la segnatura, Schiavio, probabilmente per la calura, la stanchezza o l'emozione, svenne per qualche istante, fino ad essere svegliato a colpi di schiaffi da Meazza e Pozzo.
La rete ebbe un contraccolpo decisivo sul morale dei cecoslovacchi, che non furono in grado di raggiungere il pareggio. L'Italia si erse, per la prima volta nella propria storia, a campione del mondo.

## Tabellino
| Arbitro: | Ivan Eklind |

|                       |           |         |
| Orsi 81’ Schiavio 95’ | Marcatori | 71’ Puč |

| Italia | Cecoslovacchia |

| Italia (Metodo) |                  |
|                 |                  |
| P               | Gianpiero Combi  |
| D               | Eraldo Monzeglio |
| D               | Luigi Allemandi  |
| C               | Attilio Ferraris |
| C               | Luis Monti       |
| C               | Luigi Bertolini  |
| A               | Enrique Guaita   |
| A               | Giuseppe Meazza  |
| A               | Giovanni Ferrari |
| A               | Angelo Schiavio  |
| A               | Raimundo Orsi    |
| CT:             |                  |
| Vittorio Pozzo  |                  |

| Cecoslovacchia (Metodo) |                    |
|                         |                    |
| P                       | František Plánička |
| D                       | Josef Čtyřoký      |
| D                       | Ladislav Ženíšek   |
| C                       | Rudolf Krčil       |
| C                       | Štefan Čambal      |
| C                       | Josef Košťálek     |
| A                       | Antonín Puč        |
| A                       | Oldřich Nejedlý    |
| A                       | Jiří Sobotka       |
| A                       | František Svoboda  |
| A                       | František Junek    |
| CT:                     |                    |
| Karel Petrů             |                    |

| Assistenti arbitrali: Louis Baert (Argentina) Mihaly Ivancsis (Ungheria) |

## Dopopartita
Ciascun membro della Nazionale italiana ricevette un premio di 20.000 lire.
La gara, così come l'intero mondiale, lasciò strascichi polemici sulla vittoria dell'Italia. La stampa internazionale, in particolar modo quelle francese, austriaca e cecoslovacca, denunciò un'atmosfera di pressione sugli arbitri, tesa a favorire la nazionale di casa.
Molte polemiche si concentrarono sugli arbitraggi delle partite dell'Italia contro la Spagna e l'Austria e, soprattutto, della finale contro la Cecoslovacchia. L'arbitro Eklind, prima di quest'ultima partita, si recò in tribuna d'onore per rendere omaggio alle autorità fasciste, oltre ad essere stato visto a colloquio personale con lo stesso Mussolini.
L'ultimo sopravvissuto dei calciatori della finale, il portiere cecoslovacco František Plánička, morì il 20 luglio 1996.